# Berantevilla

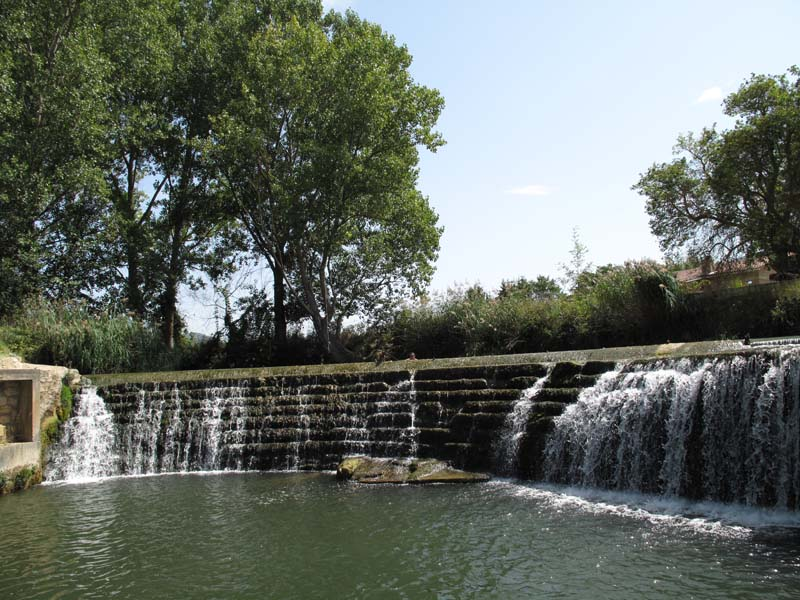
Cascada de Berantevilla

Berantevilla es un municipio español de la provincia de Álava, en la comunidad autónoma del País Vasco. Está situado al suroeste de la provincia, a orillas del río Ayuda.

## Toponimia
En euskera suele ser llamada Beranturi, aunque este nombre ni es oficial ni es considerado correcto por la Real Academia de la Lengua Vasca. Este nombre aparece siempre en la misma forma en todas las fuentes escritas conocidas (en algunas con B y en otras con V), siendo la más antigua una escritura del obispado de Calahorra del año 1257, donde se pormenorizan todos los pueblos existentes, donde aparece con V, encuadrada en el arciprestazgo de Miranda.

## Historia

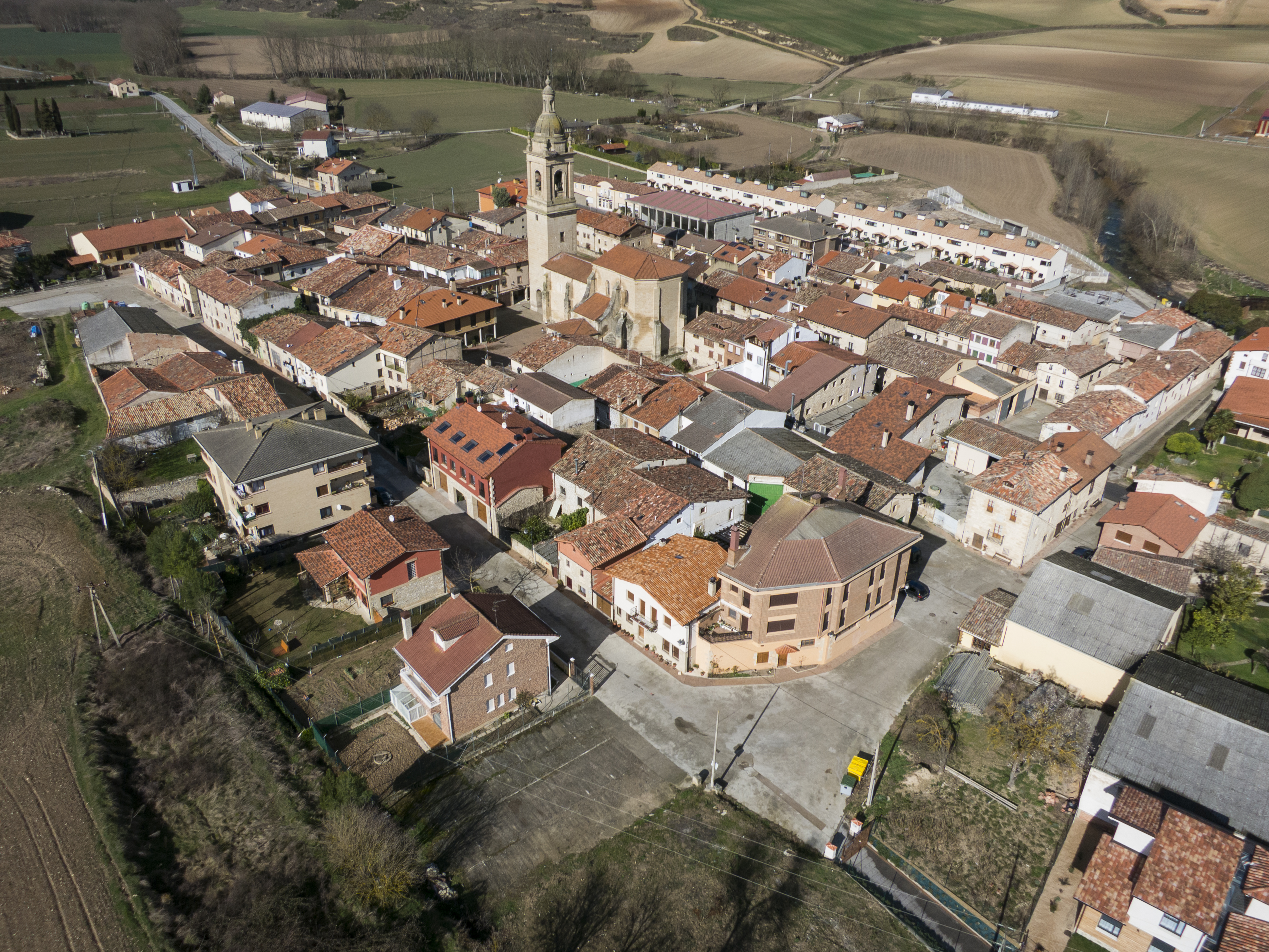
Berantevilla

Berantevilla recibe el título de villa el 4 de abril de 1299, privilegio de Fernando IV y concedido por las cortes de Valladolid.
A comienzos del siglo pasado aún podían verse algunos testimonios de la villa que atestiguaban que estuvo amurallada. Actualmente, una de las construcciones que se encuentran en esta localidad, ubicada hacia el oeste, correspondería con el fuerte o la torre antigua. La fábrica de sillería, unida a la soberbia portada en arco de medio punto y al escudo que luce entre las dos ventanas del piso intermedio denuncian su primitiva función de torre centinela de ingreso intramuros a la villa. Otra característica que la identifica como torre es poseer una planta cuadrada.
Al este y al oeste de la villa se hallan dos cruceros (del siglo XVI) que guardan las características propias de las tradicionales marcas jurisdiccionales al rematarse el fuste mediante piedras troncocónicas que a su vez se coronan con sencillas cruces de hierro. En el centro de la villa, se apuesta el corpulento cuerpo del centro parroquial llevando a Nuestra Señora de la Asunción por advocación. El templo posee una planta rectangular y cabecera poligonal. La nave muestra al exterior dos diferenciados tramos en altura, con el más bajo a los pies. La singularidad externa del conjunto del edificio reside en la enhiesta torre que emerge de la horizontalidad de los tejados del caserío convirtiéndose en fidedigno testigo de la existencia y localización de una población para todo viajero que transite por su entorno.
La torre se articula en dos cuerpos más el remate; el primero, de base cuadrada se obra en sillería abriéndose en su parte inferior tres vanos en arco de medio punto. El segundo contiene el campanario.
Otro de los componentes que concede al recinto ubicado en la parte anterior a la iglesia el rango de plaza es el sector porticado existente en su lado oeste.
Junto a la casa consistorial de Berantevilla (casa hidalga, situada en la calle principal) se hallaba el conjunto de servicio público, el lavadero - abrevadero, que abastecía mediante una canalización subterránea procedente de la fuente que existía tras la iglesia. Hoy día, se halla una pequeña plazoleta.
Los datos más antiguos de la ocupación de estas tierras de Berantevilla, se remontan a momentos históricos con asentamientos desde el neolítico, en la cuenca del río rojo, hasta la época prerromana y romana presentes en el yacimiento de Vetrusa.
La primera cita documental en la que aparece el topónimo de Berantevilla, se refiere a una donación a San Millán de la Cogolla en 1080 realizada por Muño Álvarez de Ilárraza. El apellido de Berantevilla aparece en el año 1110, en la persona de Goto Fortuniones de Berantibilla. Recibe el título de villa por privilegio de Fernando IV en 1299. El pequeño monasterio de Verantivilla sirvió de punto de arranque para la fundación y posterior colocación de la villa, conocida en sus albores como Soportilla.
En el siglo XVI nace en la villa Fray Pedro de Urbina, el berantevillés más universal, que alcanzó grandes dignidades tanto en la estructura eclesiástica como en la pública de la época. Un instituto de enseñanza secundaria y de bachillerato lleva su nombre en la localidad vecina de Miranda de Ebro.
Berantevilla ha estado integrada durante muchos años al marquesado de Mirabel como condado de Berantevilla.
Aparece dos veces descrito en el cuarto volumen del Diccionario geográfico-estadístico-histórico de España y sus posesiones de Ultramar de Pascual Madoz, la primera de ellas, como hermandad, de la siguiente manera:

BERANTEVILLA: herm. de la cuad. de Laguardia en la prov. de Alava, dióc. de Calahorra: compuesta de la v. de su nombre con sus 6 ald., y de las de Sta. Maria y Zambrana. La representaba en las juntas generales un procurador provincial, y habia un alc. de herm. y un gobernador paradichos pueblos, nombrado por el marques de Mirabel, conde de Berantevilla, señor de los mismos. Actualmente, á escepcion de Zambrana, que forma ayunt de por sí, las mencionadas pobl. constituyen el de Berantevilla. (V.)
(Madoz, 1846a, p. 234)

Y a continuación, en el epígrafe siguiente, figura descrito como ayuntamiento:

BERANTEVILLA: ayunt. de la prov. de Alava (á Vitoria 5 leg.), part. jud. de Añana (4), aud. terr. de Burgos (16), c. g. de las Provincias Vascongadas, dióc. de Calahorra (18): sit. al S. de la prov., formando uno de sus lím. con la de Burgos, en terreno llano, bien ventilado y con clima muy saludable. Comprende, ademas de la v. de su nombre, las de Sta. Maria y Portilla, y los l. de Escanzana, Lacervilla, Mijáncas, Santa Cruz del Fierro, Santurde y Tobera. Confina N. ayunt. de Armiñon; E. Caricedo, Moraza, Ozana y otros pueblos del part. de Miranda de Ebro (prov. de Burgos); S. ayunt. de Zambrana, y O. el de Ribera Baja. El terreno completamente llano, abundante de fuentes de buenas aguas y bastante fértil. Le cruza por el lado del O. el r. Zadorra, en el cual confluye cerca de la cab. del ayunt. el r. Ayuda, que viene del N.; ambos crian barbos, truchas, anguilas y otros peces, y las aguas del último dan impulso á varios molinos harineros y riego á distintas tierras. Los caminos son locales, y tambien hay otros que dirigen al interior de la prov. y á la de Burgos, en buen estado. prod.: trigo, cebada, avena, maiz, nueces, legumbres, vino de mediana calidad, hortaliza y algunas frutas; se cria ganado lanar, cabrio, mular y el vacuno preciso para las labores, y hay caza de varias especies. ind. y comercio: ademas de la agricultura é indicados molinos harineros, se dedican los hab. á fabricar campanas y relojes de torre (especialmente en la cab. del ayunt.),r educiéndose las principales especulaciones comerciales al tráfico sobre granos, ganado y frutos de que carecen, los cuales se importan de otros puntos. pobl.: 173 vec., 839 almas. riqueza y contr.: (V. Alava intendencia).
(Madoz, 1846b, p. 234)

Décadas después, ya en el siglo XX, se describe de la siguiente manera en el tomo de la Geografía general del País Vasco-Navarro dedicado a Álava y escrito por Vicente Vera y López:

Este ayuntamiento se compone de las poblaciones de Berantevilla, villa y cabecera del mismo, y de los lugares de Escanzana, Lacervilla, Mijancas, Santa Cruz del Fierro, Santurde y Tobera y además del barrio de La Corzanilla, con un total de 231 casas y 87 albergues y una poblacion de 755 almas de hecho y 763 de derecho. La superficie que corresponde al municipio es de unas 1,182 hectáreas, cultivándose 973 en esta forma: á trigo se dedican 546; á cebada 28; á avena 20; á centeno 73; á maiz 10; á yeros 66; á alholva 52; á rica 1; á habas 7; á arvejas 18; á patatas 22; á remolacha forrajer 17; á remolacha azucarera 25; á otros productos 88.

Fué del señorío del marqués de Miravel; su término municipal confina, al N. y NE., con Ribera Baja y el Condado de Treviño; al E., con Berganzo; al S., con Portilla y Zambrana, y al O., con el río Zadorra. Le bañan el río Ayuda y varios arroyos, siendo el más importante el de la Roja. Los principales montes son: el Mocarrero, que pertenece á Mijancas, y Ladera de Churdina, á Santurde y Tobera. La principal riqueza es la agricultura, consistente en el cultivo de cereales y algún viñedo
(Vera y López, 1915-1921, p. 643)

## Demografía
Berantevilla cuenta con una población de 459 habitantes (INE 2024).
| Gráfica de evolución demográfica de Berantevilla entre 1842 y 2021                                                  |
| |
| Población de derecho según los censos de población del INE Población de hecho según los censos de población del INE |

| Gráfica de evolución demográfica de Berantevilla entre 1988 y 2008 |
|                                                                    |

## Administración y política

### Gobierno municipal
| Partido político                                              | 2015  | 2015       | 2011  | 2011       | 2007  | 2007       | 2003  | 2003       | 1999  | 1999       | 1995  | 1995       |
| Partido político                                              | %     | Concejales | %     | Concejales | %     | Concejales | %     | Concejales | %     | Concejales | %     | Concejales |
| Alternativa Independiente Berantevilla (AIB)                  | 56,64 | 5          | 45,79 | 3          | —     | —          | —     | —          | —     | —          | —     | —          |
| Euzko Alderdi Jeltzalea-Partido Nacionalista Vasco (EAJ-PNV)  | 31,12 | 2          | 37,07 | 3          | 60,26 | 5          | 55,79 | 4          | 52,06 | 4          | 55,07 | 4          |
| Partido Popular del País Vasco (PP)                           | 10,49 | 0          | 14,02 | 1          | 28,81 | 2          | —     | —          | —     | —          | 7,25  | 0          |
| Partido Socialista de Euskadi-Euskadiko Ezkerra (PSE-EE PSOE) | —     | —          | 2,18  | 0          | 4,97  | 0          | 2,08  | 0          | —     | —          | —     | —          |
| Grupo Independiente IBDA (IBDA)                               | —     | —          | —     | —          | —     | —          | 37,09 | 3          | 43,81 | 3          | —     | —          |
| Unidad Alavesa (UA)                                           | —     | —          | —     | —          | —     | —          | 2,37  | 0          | 2,86  | 0          | 36,96 | 3          |

### Organización territorial

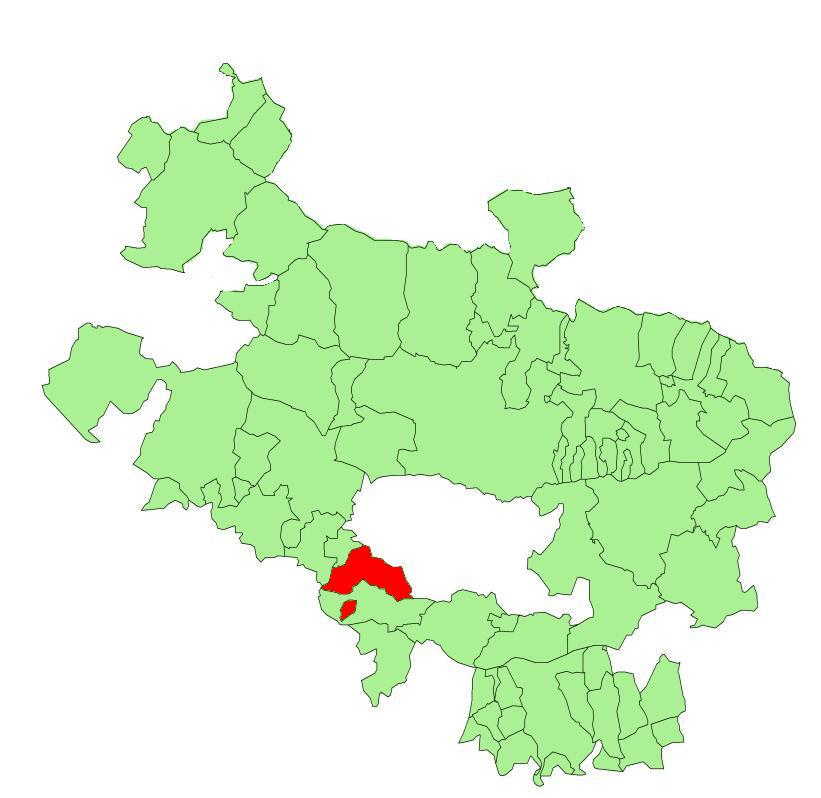
Extensión del municipio en la provincia de Álava

El municipio está formado por 8 pueblos, agrupados a su vez en 6 concejos:
| Concejo               | Nombre oficial        | 2000 | 2005 | 2010 | 2015 | 2019 |
| --------------------- | --------------------- | ---- | ---- | ---- | ---- | ---- |
| Berantevilla          | Berantevilla          | 254  | 312  | 330  | 311  | 313  |
| Escanzana             | Escanzana             | 5    | 4    | 8    | 7    | 6    |
| Lacorzanilla          | Lacorzanilla          | 13   | 13   | 11   | 12   | 3    |
| Lacervilla            | Lacervilla            | 19   | 12   | 15   | 20   | 16   |
| Mijancas              | Mijancas              | 43   | 37   | 46   | 41   | 42   |
| Santa Cruz del Fierro | Santa Cruz del Fierro | 41   | 44   | 56   | 48   | 47   |
| Santurde              | Santurde              | 40   | 25   | 22   | 20   | 18   |
| Tobera                | Tobera                | 15   | 11   | 11   | 8    | 8    |
| Total                 | Total                 | 430  | 458  | 499  | 467  | 453  |

La principal población y capital del municipio es Berantevilla, de cuyo concejo dependen también los pequeños núcleos de Escanzana y Lacorzanilla. Santa Cruz del Fierro forma un enclave separado del resto del municipio, dentro del vecino municipio de Zambrana.